# Benifairó de les Valls
Benifairó de les Valls (em valenciano e oficialmente) ou Benifairó de los Valles (em castelhano) é um município da Espanha na província de Valência, Comunidade Valenciana. Tem 4,3 km² de área e em 2021 tinha 2 268 habitantes (densidade: 527,4 hab./km²).

## Demografia
| Variação demográfica do município entre 1991 e 2004[carece de fontes?] | Variação demográfica do município entre 1991 e 2004[carece de fontes?] | Variação demográfica do município entre 1991 e 2004[carece de fontes?] | Variação demográfica do município entre 1991 e 2004[carece de fontes?] |
| ---------------------------------------------------------------------- | ---------------------------------------------------------------------- | ---------------------------------------------------------------------- | ---------------------------------------------------------------------- |
| 1991                                                                   | 1996                                                                   | 2001                                                                   | 2004                                                                   |
| 1962                                                                   | 1978                                                                   | 1898                                                                   | 1907                                                                   |